# Teany
Teany (často stylizováno jako TeaNY) byla čajovna a restaurace. Nacházela se ve čtvrti Lower East Side v newyorském obvodu Manhattan, konkrétně v ulici Rivington Street č. p. 90. Založil jej hudebník Moby spolu se svou tehdejší přítelkyní Kelly Tisdale. Otevřeno bylo dne 14. května 2002, tedy ve stejný den, kdy Moby vydal svou desku 18. Servírovaly se zde různé druhy čaje, stejně jako veganské pokrmy (Moby je dlouholetým veganem). Počínaje rokem 2006 podnik omezil prodej jídla a specializoval více na čaje. Tehdy se objevily zprávy, že bude podnik uzavřen, avšak bylo uvedeno, že bude pouze pozměněn. V té době Moby čajovnu přenechal výhradně Kelly Tisdale. Dne 19. června 2009 v domě propukl požár, který sice nezpůsobil příliš velké škody a nikdo nebyl zraněn, ale i tak byla čajovna téměř na jeden rok uzavřena. Znovuotevření proběhlo v květnu 2010. V roce 2012 byl podnik dočasně uzavřen poté, co v něm byly nalezeny mouchy a bylo zjištěno, že jsou zde potraviny skladovány při nevhodných teplotách, stejně jako kontaminované jídlo a žádné zařízení na mytí nádobí. V prosinci 2015 čajovna definitivně zanikla.